# Jacob van den Coornhuuse

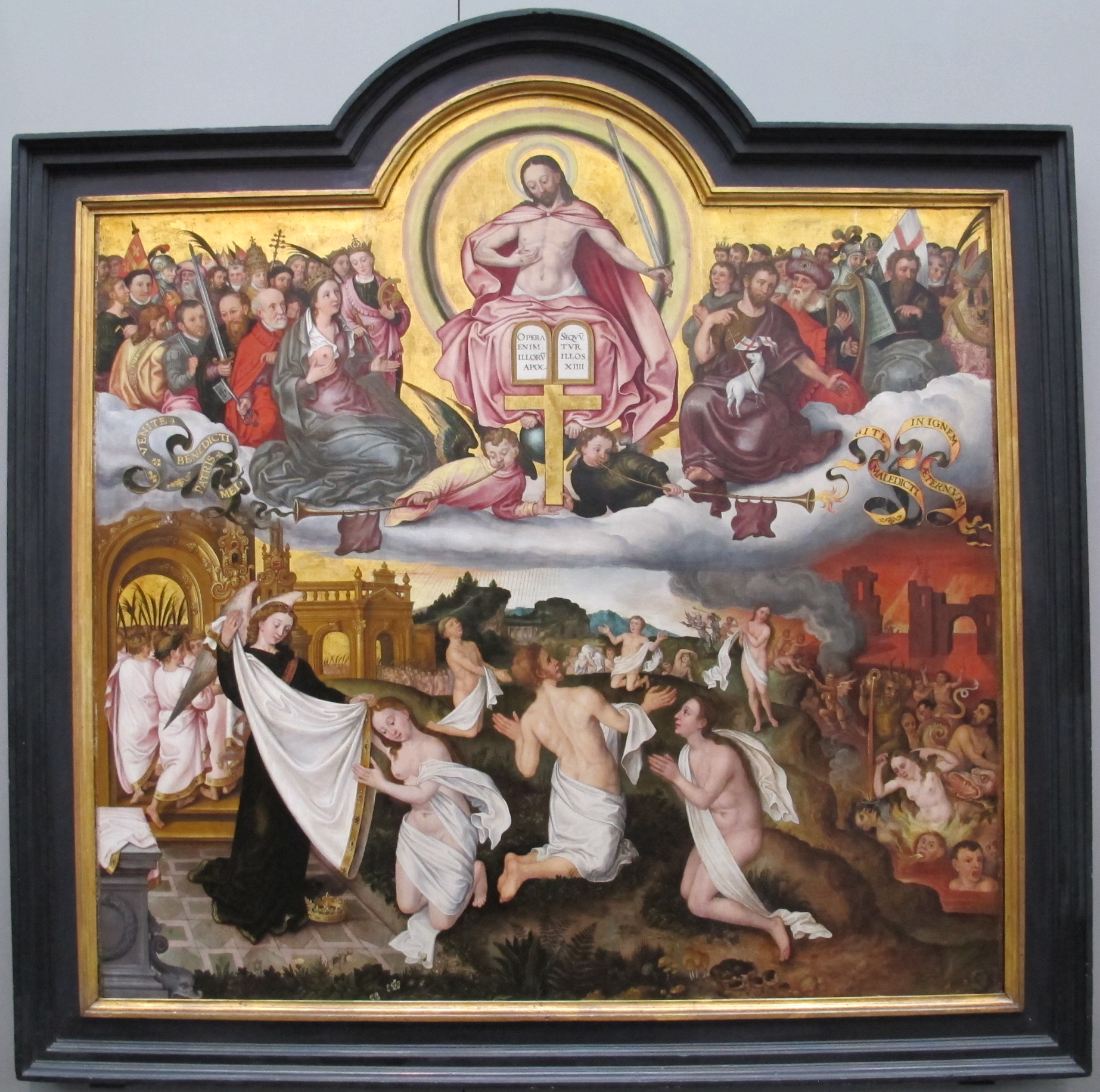
Last Judgement, Groeningemuseum

Jacob van den Coornhuuse (Veurne, ca. 1530 - Brugge, ca. 1584) was een Vlaams kunstschilder en tekenaar.

## Levensloop
Van den Coornhuuse werd als vrijmeester in de Brugse Sint-Lucasgilde aanvaard in 1556.
Er is van hem slechts één groot schilderij bekend. Het betreft het 'Laatste Oordeel' uit 1578, dat hem werd besteld door de proosdij van Sint-Donaas, en dat hij vrij kopieerde naar het gelijknamig werk van Jan Provoost uit 1525. Dit werk van Van den Coornhuuse is bewaard in het Brugse Groeningemuseum.
Hij is vooral ook bekend geworden door de in de 20ste eeuw herontdekte aquarellen van zijn hand, die na een opeenvologing van eigenaars te hebben gehad, tijdens de Tweede Wereldoorlog in Krakau terechtkwamen en worden bewaard in de Bibliotheka Jagiellonska. Het gaat om circa 1600 aquarellen, hoofdzakelijk afbeeldingen van planten en bloemen, die hem door Karel van Sint-Omaars werden besteld en die hij uitvoerde met enkele medewerkers.
Karel van Saint-Omer had de bedoeling deze aquarellen in boekvorm te publiceren onder de naam Centuriae plantarum rariorum. Clusius kwam als zijn secretaris op het kasteel van Moerkerke verblijven om de begeleidende teksten te schrijvern. De vroegtijdige dood van Saint-Omer dwarsboomde deze plannen.
De aquarellen van Van den Coornhuuse worden beschouwd als een van de voornaamste documenten over de in zijn tijd gekende planten- en bloemensoorten.